# Copa Sudamericana 2002
La Copa Sudamericana 2002 fue la primera edición del torneo organizado por la Confederación Sudamericana de Fútbol. La competición se forjó tras la desaparición de las Copas Merconorte y Mercosur, siendo usualmente considerada como la unión de ambas. Participaron veintiún equipos de nueve países: Argentina, Bolivia, Chile, Colombia, Ecuador, Paraguay, Perú, Uruguay y Venezuela. Los clubes de Brasil no participaron por la tardía organización del torneo, lo que ocasionó que no tuvieran lugar en el calendario del segundo semestre.
El campeón fue el club argentino San Lorenzo, que venció en la final a Atlético Nacional de Colombia. El triunfo por 4-0 logrado en el partido de ida en Medellín es la mayor victoria de un equipo visitante en una final de cualquier competición organizada por Conmebol. Gracias al título, obtuvo el derecho de disputar la Recopa Sudamericana 2003 frente a Olimpia, campeón de la Copa Libertadores 2002. Clasificó, además, a la Copa Sudamericana 2003.

## Formato
El torneo se desarrolló plenamente bajo un formato de eliminación directa, donde cada equipo enfrentaba a su rival de turno en partidos de ida y vuelta. Contó con una Ronda preliminar, en la que participaron 10 equipos, de los cuales 5 obtuvieron el pase a la Primera ronda, a la cual ya estaban clasificados los 11 cuadros restantes. En dicha instancia, se establecieron los cruces de acuerdo a las ubicaciones geográficas de los equipos, razón por la cual varias llaves quedaron conformadas por dos de una misma asociación nacional. Los ganadores fueron avanzando, paulatinamente, a los cuartos de final, las semifinales y la final, en la que se declaró al campeón. En caso de igualdad de puntos y diferencia de goles al finalizar ambos encuentros, en cualquiera de las fases, se ejecutaron tiros desde el punto penal.
|                               |                               | Equipos que entran en esta fase                                                                                | Equipos que provienen de la fase anterior       |
| ----------------------------- | ----------------------------- | --- | ----------------------------------------------- |
| Ronda preliminar (10 equipos) | Ronda preliminar (10 equipos) | - 2 equipos de Bolivia, Ecuador, Paraguay, Perú y Venezuela                                                    |                                                 |
| Primera ronda (16 equipos)    | Primera ronda (16 equipos)    | - 1 equipo, campeón de la Copa Mercosur 2001 - 4 equipos de Argentina - 2 equipos de Chile, Colombia y Uruguay | - 5 equipos clasificados de la Ronda preliminar |
| Cuartos de final (8 equipos)  | Cuartos de final (8 equipos)  | | - 8 equipos clasificados de la Primera ronda    |

## Distribución de los cupos
| País                             | Cupos | fases finales | Primera fase | Ronda preliminar |
| -------------------------------- | ----- | ------------- | ------------ | ---------------- |
| Argentina                        | 4     | –             | 4            | –                |
| Bolivia                          | 2     | –             | -            | 2                |
| Chile                            | 2     | –             | 2            | –                |
| Colombia                         | 2     | –             | 2            | –                |
| Ecuador                          | 2     | –             | -            | 2                |
| Paraguay                         | 2     | –             | -            | 2                |
| Perú                             | 2     | –             | -            | 2                |
| Uruguay                          | 2     | –             | 2            | –                |
| Venezuela                        | 2     | –             | -            | 2                |
| Fase anterior                    | –     | 8             | 5            | –                |
| Campeón de la Copa Mercosur 2001 | 1     | –             | 1            | –                |
| Total                            | 21    | 8             | 16           | 10               |

## Equipos participantes
| País                                                    | Equipo                                                                       | Vía de clasificación |
| ------------------------------------------------------- | ---------------------------------------------------------------------------- | --- |
| Argentina 2 cupos + 2 invitados + campeón Copa Mercosur | San Lorenzo Racing Club Gimnasia y Esgrima La Plata Boca Juniors River Plate | Campeón de la Copa Mercosur 2001 2.º equipo ubicado en la tabla de posiciones del Campeonato de Primera División 2001-02 4.º equipo ubicado en la tabla de posiciones del Campeonato de Primera División 2001-02 Invitado y 3.º equipo ubicado en la tabla de posiciones del Campeonato de Primera División 2001-02 Invitado y 1.º equipo ubicado en la tabla de posiciones del Campeonato de Primera División 2001-02 |
| Bolivia 2 cupos                                         | Oriente Petrolero Bolívar                                                    | Campeón del Campeonato de Primera División 2001 Subcampeón del Campeonato de Primera División 2001 |
| Chile 2 cupos                                           | Cobreloa Santiago Wanderers                                                  | Ganador de la Liguilla Pre-Sudamericana 2002 Ganador de la Liguilla Pre-Sudamericana 2002 |
| Colombia 2 cupos                                        | América de Cali Atlético Nacional                                            | Campeón del Torneo Apertura 2002 Subcampeón del Torneo Apertura 2002 |
| Ecuador 2 cupos                                         | Barcelona Aucas                                                              | Ganador de la primera etapa del Campeonato Ecuatoriano de 2002 2.º puesto de la primera etapa del Campeonato Ecuatoriano de 2002 |
| Paraguay 2 cupos                                        | Libertad Cerro Porteño                                                       | Campeón del Torneo Apertura 2002 Subcampeón del Torneo Apertura 2002 |
| Perú 2 cupos                                            | Universitario Alianza Lima                                                   | Campeón del Torneo Apertura 2002 Subcampeón del Torneo Apertura 2002 |
| Uruguay 2 cupos                                         | Nacional Danubio                                                             | Campeón del Campeonato Uruguayo de 2001 Subcampeón del Campeonato Uruguayo de 2001 |
| Venezuela 2 cupos                                       | Monagas Deportivo Táchira                                                    | Mejor equipo ubicado en la tabla acumulada de la Primera División Venezolana 2001-02 no participante de la Copa Libertadores 2003 2.º mejor equipo ubicado en la tabla acumulada de la Primera División Venezolana 2001-02 no participante de la Copa Libertadores 2003 |

### Distribución geográfica de los equipos
Distribución geográfica de las sedes de los equipos participantes:

## Ronda preliminar
| Fechas                          | Local en la ida   | Global | Local en la vuelta | Ida | Vuelta | Llave             |
| ------------------------------- | ----------------- | ------ | ------------------ | --- | ------ | ----------------- |
| 3 y 12 de septiembre            | Bolívar           | 4:3    | Oriente Petrolero  | 4:2 | 0:1    | Ganador Bolivia   |
| 29 de agosto y 12 de septiembre | Aucas             | 1:3    | Barcelona          | 1:2 | 0:1    | Ganador Ecuador   |
| 3 y 10 de septiembre            | Cerro Porteño     | 0:3    | Libertad           | 0:2 | 0:1    | Ganador Paraguay  |
| 4 y 11 de septiembre            | Alianza Lima      | 2:0    | Universitario      | 1:0 | 1:0    | Ganador Perú      |
| 28 de agosto y 6 de septiembre  | Deportivo Táchira | 0:5    | Monagas            | 0:2 | 0:3    | Ganador Venezuela |

## Fases finales

### Cuadro de desarrollo
|  | Octavos de final        | Octavos de final      | Octavos de final       | Octavos de final      |   |                         | Cuartos de final   | Cuartos de final   | Cuartos de final   | Cuartos de final   |  |             | Semifinales          | Semifinales          | Semifinales          | Semifinales          |  |             | Final                             | Final                             | Final                             | Final                             |  |
|  | 3 al 26 de septiembre   | 3 al 26 de septiembre | 3 al 26 de septiembre  | 3 al 26 de septiembre |   |                         | 1 al 30 de octubre | 1 al 30 de octubre | 1 al 30 de octubre | 1 al 30 de octubre |  |             | 5 al 11 de noviembre | 5 al 11 de noviembre | 5 al 11 de noviembre | 5 al 11 de noviembre |  |             | 27 de noviembre y 11 de diciembre | 27 de noviembre y 11 de diciembre | 27 de noviembre y 11 de diciembre | 27 de noviembre y 11 de diciembre |  |
|  |                         |                       |                        |                       |   |                         |                    |                    |                    |                    |  |             |                      |                      |                      |                      |  |             |                                   |                                   |                                   |                                   |  |
|  |                         |                       |                        |                       |   |                         |                    |                    |                    |                    |  |             |                      |                      |                      |                      |  |             |                                   |                                   |                                   |                                   |  |
|  | River Plate             | 0                     | 0                      | 0                     |   |                         |                    |                    |                    |                    |  |             |                      |                      |                      |                      |  |             |                                   |                                   |                                   |                                   |  |
|  | River Plate             | 0                     | 0                      | 0                     |   |                         |                    |                    |                    |                    |  |             |                      |                      |                      |                      |  |             |                                   |                                   |                                   |                                   |  |
|  | Racing Club             | 1                     | 0                      | 1                     |   |                         |                    |                    |                    |                    |  |             |                      |                      |                      |                      |  |             |                                   |                                   |                                   |                                   |  |
|  | Racing Club             | 1                     | 0                      | 1                     |   | Racing Club             | 1                  | 2                  | 3 (3)              |                    |  |             |                      |                      |                      |                      |  |             |                                   |                                   |                                   |                                   |  |
|  |                         |                       |                        |                       |   | Racing Club             | 1                  | 2                  | 3 (3)              |                    |  |             |                      |                      |                      |                      |  |             |                                   |                                   |                                   |                                   |  |
|  |                         |                       | San Lorenzo (p.)       | 3                     | 0 | 3 (4)                   |                    |                    |                    |                    |  |             |                      |                      |                      |                      |  |             |                                   |                                   |                                   |                                   |  |
|  | San Lorenzo             | 3                     | San Lorenzo (p.)       | 3                     | 0 | 3 (4)                   | 5                  | 8                  |                    |                    |  |             |                      |                      |                      |                      |  |             |                                   |                                   |                                   |                                   |  |
|  | San Lorenzo             | 3                     |                        |                       |   |                         |                    |                    |                    |                    |  |             |                      |                      |                      |                      |  |             |                                   |                                   |                                   |                                   |  |
|  | Monagas                 | 0                     | 1                      | 1                     |   |                         |                    |                    |                    |                    |  |             |                      |                      |                      |                      |  |             |                                   |                                   |                                   |                                   |  |
|  | Monagas                 | 0                     | 1                      | 1                     |   |                         |                    |                    |                    |                    |  | San Lorenzo | 1                    | 4                    | 5                    |                      |  |             |                                   |                                   |                                   |                                   |  |
|  |                         |                       |                        |                       |   |                         |                    |                    |                    |                    |  | San Lorenzo | 1                    | 4                    | 5                    |                      |  |             |                                   |                                   |                                   |                                   |  |
|  |                         |                       | Bolívar                | 2                     | 2 | 4                       |                    |                    |                    |                    |  |             |                      |                      |                      |                      |  |             |                                   |                                   |                                   |                                   |  |
|  | Boca Juniors            | 1                     | Bolívar                | 2                     | 2 | 4                       | 0                  | 1                  |                    |                    |  |             |                      |                      |                      |                      |  |             |                                   |                                   |                                   |                                   |  |
|  | Boca Juniors            | 1                     |                        |                       |   |                         |                    |                    |                    |                    |  |             |                      |                      |                      |                      |  |             |                                   |                                   |                                   |                                   |  |
|  | Gimnasia y Esgrima (LP) | 3                     | 0                      | 3                     |   |                         |                    |                    |                    |                    |  |             |                      |                      |                      |                      |  |             |                                   |                                   |                                   |                                   |  |
|  | Gimnasia y Esgrima (LP) | 3                     | 0                      | 3                     |   | Gimnasia y Esgrima (LP) | 1                  | 2                  | 3                  |                    |  |             |                      |                      |                      |                      |  |             |                                   |                                   |                                   |                                   |  |
|  |                         |                       |                        |                       |   | Gimnasia y Esgrima (LP) | 1                  | 2                  | 3                  |                    |  |             |                      |                      |                      |                      |  |             |                                   |                                   |                                   |                                   |  |
|  |                         |                       | Bolívar                | 4                     | 0 | 4                       |                    |                    |                    |                    |  |             |                      |                      |                      |                      |  |             |                                   |                                   |                                   |                                   |  |
|  | Libertad                | 0                     | Bolívar                | 4                     | 0 | 4                       | 1                  | 1                  |                    |                    |  |             |                      |                      |                      |                      |  |             |                                   |                                   |                                   |                                   |  |
|  | Libertad                | 0                     |                        |                       |   |                         |                    |                    |                    |                    |  |             |                      |                      |                      |                      |  |             |                                   |                                   |                                   |                                   |  |
|  | Bolívar                 | 2                     | 1                      | 3                     |   |                         |                    |                    |                    |                    |  |             |                      |                      |                      |                      |  |             |                                   |                                   |                                   |                                   |  |
|  | Bolívar                 | 2                     | 1                      | 3                     |   |                         |                    |                    |                    |                    |  |             |                      |                      |                      |                      |  | San Lorenzo | 4                                 | 0                                 | 4                                 |                                   |  |
|  |                         |                       |                        |                       |   |                         |                    |                    |                    |                    |  |             |                      |                      |                      |                      |  | San Lorenzo | 4                                 | 0                                 | 4                                 |                                   |  |
|  |                         |                       | Atlético Nacional      | 0                     | 0 | 0                       |                    |                    |                    |                    |  |             |                      |                      |                      |                      |  |             |                                   |                                   |                                   |                                   |  |
|  | Nacional                | 1                     | Atlético Nacional      | 0                     | 0 | 0                       | 2                  | 3                  |                    |                    |  |             |                      |                      |                      |                      |  |             |                                   |                                   |                                   |                                   |  |
|  | Nacional                | 1                     |                        |                       |   |                         |                    |                    |                    |                    |  |             |                      |                      |                      |                      |  |             |                                   |                                   |                                   |                                   |  |
|  | Danubio                 | 1                     | 0                      | 1                     |   |                         |                    |                    |                    |                    |  |             |                      |                      |                      |                      |  |             |                                   |                                   |                                   |                                   |  |
|  | Danubio                 | 1                     | 0                      | 1                     |   | Nacional                | 0                  | 3                  | 3                  |                    |  |             |                      |                      |                      |                      |  |             |                                   |                                   |                                   |                                   |  |
|  |                         |                       |                        |                       |   | Nacional                | 0                  | 3                  | 3                  |                    |  |             |                      |                      |                      |                      |  |             |                                   |                                   |                                   |                                   |  |
|  |                         |                       | Alianza Lima           | 1                     | 1 | 2                       |                    |                    |                    |                    |  |             |                      |                      |                      |                      |  |             |                                   |                                   |                                   |                                   |  |
|  | Alianza Lima (p.)       | 0                     | Alianza Lima           | 1                     | 1 | 2                       | 2                  | 2 (6)              |                    |                    |  |             |                      |                      |                      |                      |  |             |                                   |                                   |                                   |                                   |  |
|  | Alianza Lima (p.)       | 0                     |                        |                       |   |                         |                    |                    |                    |                    |  |             |                      |                      |                      |                      |  |             |                                   |                                   |                                   |                                   |  |
|  | Barcelona               | 1                     | 1                      | 2 (5)                 |   |                         |                    |                    |                    |                    |  |             |                      |                      |                      |                      |  |             |                                   |                                   |                                   |                                   |  |
|  | Barcelona               | 1                     | 1                      | 2 (5)                 |   |                         |                    |                    |                    |                    |  | Nacional    | 1                    | 2                    | 3 (3)                |                      |  |             |                                   |                                   |                                   |                                   |  |
|  |                         |                       |                        |                       |   |                         |                    |                    |                    |                    |  | Nacional    | 1                    | 2                    | 3 (3)                |                      |  |             |                                   |                                   |                                   |                                   |  |
|  |                         |                       | Atlético Nacional (p.) | 2                     | 1 | 3 (5)                   |                    |                    |                    |                    |  |             |                      |                      |                      |                      |  |             |                                   |                                   |                                   |                                   |  |
|  | Santiago Wanderers      | 1                     | Atlético Nacional (p.) | 2                     | 1 | 3 (5)                   | 3                  | 4                  |                    |                    |  |             |                      |                      |                      |                      |  |             |                                   |                                   |                                   |                                   |  |
|  | Santiago Wanderers      | 1                     |                        |                       |   |                         |                    |                    |                    |                    |  |             |                      |                      |                      |                      |  |             |                                   |                                   |                                   |                                   |  |
|  | Cobreloa                | 0                     | 2                      | 2                     |   |                         |                    |                    |                    |                    |  |             |                      |                      |                      |                      |  |             |                                   |                                   |                                   |                                   |  |
|  | Cobreloa                | 0                     | 2                      | 2                     |   | Santiago Wanderers      | 1                  | 1                  | 2 (5)              |                    |  |             |                      |                      |                      |                      |  |             |                                   |                                   |                                   |                                   |  |
|  |                         |                       |                        |                       |   | Santiago Wanderers      | 1                  | 1                  | 2 (5)              |                    |  |             |                      |                      |                      |                      |  |             |                                   |                                   |                                   |                                   |  |
|  |                         |                       | Atlético Nacional (p.) | 2                     | 0 | 2 (6)                   |                    |                    |                    |                    |  |             |                      |                      |                      |                      |  |             |                                   |                                   |                                   |                                   |  |
|  | América de Cali         | 0                     | Atlético Nacional (p.) | 2                     | 0 | 2 (6)                   | 1                  | 1                  |                    |                    |  |             |                      |                      |                      |                      |  |             |                                   |                                   |                                   |                                   |  |
|  | América de Cali         | 0                     |                        |                       |   |                         |                    |                    |                    |                    |  |             |                      |                      |                      |                      |  |             |                                   |                                   |                                   |                                   |  |
|  | Atlético Nacional       | 1                     | 2                      | 3                     |   |                         |                    |                    |                    |                    |  |             |                      |                      |                      |                      |  |             |                                   |                                   |                                   |                                   |  |
|  | Atlético Nacional       | 1                     | 2                      | 3                     |   |                         |                    |                    |                    |                    |  |             |                      |                      |                      |                      |  |             |                                   |                                   |                                   |                                   |  |
|  |                         |                       |                        |                       |   |                         |                    |                    |                    |                    |  |             |                      |                      |                      |                      |  |             |                                   |                                   |                                   |                                   |  |

- Nota: En cada llave, el equipo que ocupa la primera línea es el que definió la serie como local.

### Primera ronda
| 4 de septiembre de 2002, 21:10 (UTC-3) | Racing Club        | 1:0 (1:0) | River Plate | Estadio José Amalfitani, Buenos Aires |                             |
|                                        | Estévez 34' (pen.) |           |             | Árbitro(s): Héctor Baldassi           | Árbitro(s): Héctor Baldassi |

| 25 de septiembre de 2002, 21:10 (UTC-3) | River Plate | 0:0 | Racing Club | Estadio Monumental, Buenos Aires |  |
|                                         |             |     |             | Árbitro(s): Horacio Elizondo     |  |

| 19 de septiembre de 2002, 21:30 (UTC-4) | Monagas | 0:3 (0:0) | San Lorenzo                            | Estadio Cachamay, Puerto Ordaz |                         |
|                                         |         |           | Cordone 66' · Chatruc 77' · Acosta 85' | Árbitro(s): José Carpio        | Árbitro(s): José Carpio |

| 26 de septiembre de 2002, 21:10 (UTC-3) | San Lorenzo                                                                   | 5:1 (2:1) | Monagas    | Estadio Nuevo Gasómetro, Buenos Aires |                              |
|                                         | Astudillo 7' · G. Rodríguez 27' · Cordone 47' (pen.), 59' (pen.) · Benito 89' |           | Flores 31' | Árbitro(s): Fernando Cabrera          | Árbitro(s): Fernando Cabrera |

| 11 de septiembre de 2002, 21:10 (UTC-3) | Gimnasia y Esgrima La Plata             | 3:1 (1:0) | Boca Juniors | Estadio Juan Carmelo Zerillo, La Plata |                             |
|                                         | San Esteban 37' · Enría 81' (pen.), 90' |           | Schiavi 49'  | Árbitro(s): Fabián Madorrán            | Árbitro(s): Fabián Madorrán |

| 18 de septiembre de 2002, 21:10 (UTC-3) | Boca Juniors | 0:0 | Gimnasia y Esgrima La Plata | Estadio Padre Ernesto Martearena, Salta |  |
|                                         |              |     |                             | Árbitro(s): Oscar Sequeira              |  |

| 19 de septiembre de 2002, 19:05 (UTC-4) | Bolívar                      | 2:0 (0:0) | Libertad | Estadio Libertador Simón Bolívar, La Paz |                        |
|                                         | Galindo 53' · Guiberguis 58' |           |          | Árbitro(s): Guido Aros                   | Árbitro(s): Guido Aros |

| 24 de septiembre de 2002, 20:05 (UTC-3) | Libertad     | 1:1 (0:0) | Bolívar      | Estadio Dr. Nicolás Leoz, Asunción  |                                     |
|                                         | Da Silva 69' |           | Botero 90+2' | Árbitro(s): Paulo Cesar de Oliveira | Árbitro(s): Paulo Cesar de Oliveira |

| 5 de septiembre de 2002, 21:10 (UTC-3) | Danubio     | 1:1 (1:1) | Nacional | Estadio Centenario, Montevideo |                              |
|                                        | Biaggio 38' |           | Webó 3'  | Árbitro(s): Fernando Cabrera   | Árbitro(s): Fernando Cabrera |

| 17 de septiembre de 2002, 21:30 (UTC-3) | Nacional                     | 2:0 (0:0) | Danubio | Estadio Centenario, Montevideo |                            |
|                                         | R. Morales 52' · Peralta 88' |           |         | Árbitro(s): Martín Vázquez     | Árbitro(s): Martín Vázquez |

| 18 de septiembre de 2002, 21:30 (UTC-5) | Barcelona   | 1:0 (0:0) | Alianza Lima | Estadio Monumental, Guayaquil |                             |
|                                         | Escobar 83' |           |              | Árbitro(s): Hebert Aguilera   | Árbitro(s): Hebert Aguilera |

| 26 de septiembre de 2002, 21:30 (UTC-5) | Alianza Lima                                                    | 2:1 (1:0) (6:5 p.)         | Barcelona                                                        | Estadio Alejandro Villanueva, Lima |                           |
|                                         | Olcese 35' · Romero 50'                                         |                            | Biasotto 90+1'                                                   | Árbitro(s): Edison Ibarra          | Árbitro(s): Edison Ibarra |
|                                         |                                                                 | Tiros desde el punto penal |                                                                  |                                    |                           |
|                                         | Soto · Olveira · Romero · García · Fano · Ciurlizza · Hernández |                            | Asencio · Gómez · Blandón · Arriaga · Hurtado · Chaparro · Ayoví |                                    |                           |

| 3 de septiembre de 2002, 21:15 (UTC-4) | Cobreloa | 0:1 (0:1) | Santiago Wanderers | Estadio Regional, Antofagasta |                            |
|                                        |          |           | Martel 10'         | Árbitro(s): Néstor Mondría    | Árbitro(s): Néstor Mondría |

| 24 de septiembre de 2002, 21:30 (UTC-4) | Santiago Wanderers                         | 3:2 (0:2) | Cobreloa                | Estadio Municipal, Valparaíso |                           |
|                                         | Valencia 72' · Fernández 75' · Riveros 80' |           | Pozo 9' · Dinamarca 41' | Árbitro(s): Eduardo Ponce     | Árbitro(s): Eduardo Ponce |

| 10 de septiembre de 2002, 21:30 (UTC-5) | Atlético Nacional | 1:0 (0:0) | América de Cali | Estadio Atanasio Girardot, Medellín |                             |
|                                         | Castillo 75'      |           |                 | Árbitro(s): Fernando Paneso         | Árbitro(s): Fernando Paneso |

| 25 de septiembre de 2002, 21:30 (UTC-5) | América de Cali | 1:2 (1:1) | Atlético Nacional  | Estadio Olímpico Pascual Guerrero, Cali |                          |
|                                         | Vásquez 41'     |           | Velásquez 10', 70' | Árbitro(s): Felipe Russi                | Árbitro(s): Felipe Russi |

### Cuartos de final
| 2 de octubre de 2002, 21:10 (UTC-3) | San Lorenzo                   | 3:1 (0:1) | Racing Club | Estadio Nuevo Gasómetro, Buenos Aires |                           |
|                                     | Paredes 62' · Acosta 70', 80' |           | Peralta 37' | Árbitro(s): Ángel Sánchez             | Árbitro(s): Ángel Sánchez |

| 23 de octubre de 2002, 21:10 (UTC-3) | Racing Club                                 | 2:0 (1:0) (3:4 p.)         | San Lorenzo                                          | Estadio Presidente Perón, Avellaneda |                            |
|                                      | Pavlovich 36' · Milito 69'                  |                            |                                                      | Árbitro(s): Daniel Giménez           | Árbitro(s): Daniel Giménez |
|                                      |                                             | Tiros desde el punto penal |                                                      |                                      |                            |
|                                      | Bedoya · Milito · Peralta · Arano · Estévez |                            | Acosta · Morel Rodríguez · Frutos · Romagnoli · Saja |                                      |                            |

| 9 de octubre de 2002, 20:10 (UTC-4) | Bolívar                                     | 4:1 (3:1) | Gimnasia y Esgrima La Plata | Estadio Hernando Siles, La Paz |                         |
|                                     | Tufiño 6', 18' · Galindo 23' · Castillo 70' |           | Pautasso 39'                | Árbitro(s): José Carpio        | Árbitro(s): José Carpio |

| 30 de octubre de 2002, 21:10 (UTC-3) | Gimnasia y Esgrima La Plata | 2:0 (2:0) | Bolívar | Estadio Juan Carmelo Zerillo, La Plata |                              |
|                                      | Müller 12', 31'             |           |         | Árbitro(s): Gustavo Gallesio           | Árbitro(s): Gustavo Gallesio |

| 1 de octubre de 2002, 19:10 (UTC-5) | Alianza Lima      | 1:0 (0:0) | Nacional | Estadio Alejandro Villanueva, Lima |                         |
|                                     | Soto 90+1' (pen.) |           |          | Árbitro(s): René Ortubé            | Árbitro(s): René Ortubé |

| 22 de octubre de 2002, 21:10 (UTC-3) | Nacional                       | 3:1 (0:1) | Alianza Lima | Estadio Centenario, Montevideo |                          |
|                                      | Webó 52', 67' · R. Morales 62' |           | Farfán 36'   | Árbitro(s): Carlos Simon       | Árbitro(s): Carlos Simon |

| 8 de octubre de 2002, 19:10 (UTC-5) | Atlético Nacional             | 2:1 (1:0) | Santiago Wanderers | Estadio Atanasio Girardot, Medellín |                            |
|                                     | Castillo 44' · Echeverría 82' |           | Riveros 74'        | Árbitro(s): Luis Solórzano          | Árbitro(s): Luis Solórzano |

| 29 de octubre de 2002, 21:10 (UTC-3) | Santiago Wanderers                                                | 1:0 (1:0) (5:6 p.)         | Atlético Nacional                                                        | Estadio Municipal, Valparaíso |                             |
|                                      | Barra 16'                                                         |                            |                                                                          | Árbitro(s): Carlos Amarilla   | Árbitro(s): Carlos Amarilla |
|                                      |                                                                   | Tiros desde el punto penal |                                                                          |                               |                             |
|                                      | Fernández · Soto · Barra · Valencia · Martel · Villarroel · Romay |                            | Rentería · Ramírez · Vanegas · Velásquez · Restrepo · Echeverría · Calle |                               |                             |

### Semifinales
| 5 de noviembre de 2002, 20:10 (UTC-4) | Bolívar                   | 2:1 (0:1) | San Lorenzo       | Estadio Hernando Siles, La Paz |                           |
|                                       | Sánchez 56' · Mercado 87' |           | Tufiño 10' (a.g.) | Árbitro(s): Carlos Torres      | Árbitro(s): Carlos Torres |

| 13 de noviembre de 2002, 21:10 (UTC-3) | San Lorenzo                                    | 4:2 (3:2) | Bolívar                  | Estadio Nuevo Gasómetro, Buenos Aires |                          |
|                                        | Chatruc 7' · Michelini 9' · Astudillo 21', 80' |           | Botero 31' · Galindo 35' | Árbitro(s): Carlos Simon              | Árbitro(s): Carlos Simon |

| 6 de noviembre de 2002, 19:10 (UTC-5) | Atlético Nacional  | 2:1 (2:0) | Nacional       | Estadio Atanasio Girardot, Medellín |                              |
|                                       | Echeverría 7', 25' |           | R. Morales 81' | Árbitro(s): Gilberto Hidalgo        | Árbitro(s): Gilberto Hidalgo |

| 12 de noviembre de 2002, 21:10 (UTC-3) | Nacional                                   | 2:1 (1:0) (3:5 p.)         | Atlético Nacional                                    | Estadio Centenario, Montevideo |                             |
|                                        | Webó 18' · Méndez 89'                      |                            | Morantes 79' (pen.)                                  | Árbitro(s): Antônio Pereira    | Árbitro(s): Antônio Pereira |
|                                        |                                            | Tiros desde el punto penal |                                                      |                                |                             |
|                                        | R. Morales · Camejo · Peralta · O. Morales |                            | Morantes · Ramírez · Mosquera · Velásquez · Grisales |                                |                             |

### Final

#### Ida
| 27 de noviembre de 2002, 19:10 (UTC-5) | Atlético Nacional | 0:4 (0:2) | San Lorenzo                                                    | Estadio Atanasio Girardot, Medellín                        |                                                            |
|                                        |                   |           | Saja 2' (pen.) · Michelini 25' · Romagnoli 52' · Astudillo 67' | Asistencia: 52 250 espectadores Árbitro(s): Márcio Rezende | Asistencia: 52 250 espectadores Árbitro(s): Márcio Rezende |

| 12         | POR        | Edigson Velásquez   |     |
| 21         | DEF        | Felipe Benalcázar   |     |
| 3          | DEF        | Aquivaldo Mosquera  |     |
| 4          | DEF        | Samuel Vanegas      |     |
| 18         | DEF        | Robeiro Moreno      | 58' |
| 16         | MED        | Luis Felipe Chará   | 29' |
| 23         | MED        | Juan Carlos Ramírez |     |
| 9          | MED        | Freddy Grisales     |     |
| 10         | MED        | Néider Morantes     |     |
| 8          | DEL        | Héctor Hurtado      |     |
| 20         | DEL        | Martín Echeverría   | 71' |
| Entrenador | Entrenador | Alexis García       |     |

| 1          | POR        | Sebastián Saja          |     |
| 12         | DEF        | Celso Esquivel          |     |
| 24         | DEF        | Gonzalo Rodríguez       |     |
| 3          | DEF        | Claudio Morel Rodríguez |     |
| 4          | DEF        | Aldo Paredes            |     |
| 19         | MED        | José Chatruc            |     |
| 5          | MED        | Pablo Michelini         | 81' |
| 22         | MED        | Cristian Zurita         |     |
| 10         | MED        | Leandro Romagnoli       | 78' |
| 7          | DEL        | Rodrigo Astudillo       |     |
| 9          | DEL        | Alberto Acosta          |     |
| Entrenador | Entrenador | Rubén Darío Insúa       |     |

| 17 | MED | Rafael Castillo   | 29' |
| 13 | DEL | Robinson Rentería | 58' |
| 14 | DEL | Juan Ricaurte     | 71' |

| 20 | DEL | Damián Luna | 78' |
| 15 | DEF | Luis Medero | 81' |

|  |  |  |  |

| Anotado · Penal | 2'  | Sebastián Saja    | 0:1 |
| Anotado         | 25' | Pablo Michelini   | 0:2 |
| Anotado         | 52' | Leandro Romagnoli | 0:3 |
| Anotado         | 67' | Rodrigo Astudillo | 0:4 |

| Amonestado | 2'  | Samuel Vanegas      |
| Amonestado | 24' | Felipe Benalcázar   |
| Amonestado | 56' | Freddy Grisales     |
| Amonestado | 66' | Juan Carlos Ramírez |

| Amonestado | 6'  | Cristian Zurita |
| Amonestado | 44' | Sebastián Saja  |

| Expulsado | 89' | Aquivaldo Mosquera |

|  |  |  |

| Árbitro             | Márcio Rezende  |
| Árbitros asistentes | Valter Reis     |
| Árbitros asistentes | Jorge Oliveira  |
| Cuarto árbitro      | Wagner Tardelli |

| 12         | POR        | Edigson Velásquez   |     |
| 21         | DEF        | Felipe Benalcázar   |     |
| 3          | DEF        | Aquivaldo Mosquera  |     |
| 4          | DEF        | Samuel Vanegas      |     |
| 18         | DEF        | Robeiro Moreno      | 58' |
| 16         | MED        | Luis Felipe Chará   | 29' |
| 23         | MED        | Juan Carlos Ramírez |     |
| 9          | MED        | Freddy Grisales     |     |
| 10         | MED        | Néider Morantes     |     |
| 8          | DEL        | Héctor Hurtado      |     |
| 20         | DEL        | Martín Echeverría   | 71' |
| Entrenador | Entrenador | Alexis García       |     |

| 1          | POR        | Sebastián Saja          |     |
| 12         | DEF        | Celso Esquivel          |     |
| 24         | DEF        | Gonzalo Rodríguez       |     |
| 3          | DEF        | Claudio Morel Rodríguez |     |
| 4          | DEF        | Aldo Paredes            |     |
| 19         | MED        | José Chatruc            |     |
| 5          | MED        | Pablo Michelini         | 81' |
| 22         | MED        | Cristian Zurita         |     |
| 10         | MED        | Leandro Romagnoli       | 78' |
| 7          | DEL        | Rodrigo Astudillo       |     |
| 9          | DEL        | Alberto Acosta          |     |
| Entrenador | Entrenador | Rubén Darío Insúa       |     |

| 17 | MED | Rafael Castillo   | 29' |
| 13 | DEL | Robinson Rentería | 58' |
| 14 | DEL | Juan Ricaurte     | 71' |

| 20 | DEL | Damián Luna | 78' |
| 15 | DEF | Luis Medero | 81' |

|  |  |  |  |

| Anotado · Penal | 2'  | Sebastián Saja    | 0:1 |
| Anotado         | 25' | Pablo Michelini   | 0:2 |
| Anotado         | 52' | Leandro Romagnoli | 0:3 |
| Anotado         | 67' | Rodrigo Astudillo | 0:4 |

| Amonestado | 2'  | Samuel Vanegas      |
| Amonestado | 24' | Felipe Benalcázar   |
| Amonestado | 56' | Freddy Grisales     |
| Amonestado | 66' | Juan Carlos Ramírez |

| Amonestado | 6'  | Cristian Zurita |
| Amonestado | 44' | Sebastián Saja  |

| Expulsado | 89' | Aquivaldo Mosquera |

|  |  |  |

| Árbitro             | Márcio Rezende  |
| Árbitros asistentes | Valter Reis     |
| Árbitros asistentes | Jorge Oliveira  |
| Cuarto árbitro      | Wagner Tardelli |

#### Vuelta
| 11 de diciembre de 2002, 21:10 (UTC-3) | San Lorenzo | 0:0 | Atlético Nacional | Estadio Nuevo Gasómetro, Buenos Aires                         |  |
|                                        |             |     |                   | Asistencia: 50 779 espectadores Árbitro(s): Epifanio González |  |

| 1          | POR        | Sebastián Saja          |     |
| 4          | DEF        | Aldo Paredes            |     |
| 24         | DEF        | Gonzalo Rodríguez       |     |
| 3          | DEF        | Claudio Morel Rodríguez |     |
| 12         | DEF        | Celso Esquivel          |     |
| 22         | MED        | Cristian Zurita         |     |
| 8          | MED        | Mariano Herrón          |     |
| 19         | MED        | José Chatruc            | 65' |
| 10         | MED        | Leandro Romagnoli       |     |
| 7          | DEL        | Rodrigo Astudillo       | 65' |
| 9          | DEL        | Alberto Acosta          | 85' |
| Entrenador | Entrenador | Rubén Darío Insúa       |     |

| 12         | POR        | Edigson Velásquez |     |
| 24         | DEF        | Elkin Calle       |     |
| 4          | DEF        | Samuel Vanegas    |     |
| 2          | DEF        | Sergio Guzmán     |     |
| 5          | DEF        | Carlos Díaz       |     |
| 16         | MED        | Luis Felipe Chará |     |
| 18         | MED        | Robeiro Moreno    | 61' |
| 15         | MED        | Diego Toro        |     |
| 9          | MED        | Freddy Grisales   |     |
| 19         | DEL        | Óscar Restrepo    |     |
| 20         | DEL        | Martín Echeverría | 80' |
| Entrenador | Entrenador | Alexis García     |     |

| 17 | DEL | Carlos Cordone | 65' |
| 20 | DEL | Damián Luna    | 65' |
| 18 | MED | Alexis Cabrera | 85' |

| 10 | DEL | Jair Rambal       | 61' |
| 13 | DEL | Robinson Rentería | 80' |

|  |  |  |

| Amonestado | 25' | Samuel Vanegas |
| Amonestado | 75' | Óscar Restrepo |

| Árbitro             | Epifanio González |
| Árbitros asistentes | Miguel Giacomuzzi |
| Árbitros asistentes | Néstor González   |
| Cuarto árbitro      | Carlos Torres     |

| 1          | POR        | Sebastián Saja          |     |
| 4          | DEF        | Aldo Paredes            |     |
| 24         | DEF        | Gonzalo Rodríguez       |     |
| 3          | DEF        | Claudio Morel Rodríguez |     |
| 12         | DEF        | Celso Esquivel          |     |
| 22         | MED        | Cristian Zurita         |     |
| 8          | MED        | Mariano Herrón          |     |
| 19         | MED        | José Chatruc            | 65' |
| 10         | MED        | Leandro Romagnoli       |     |
| 7          | DEL        | Rodrigo Astudillo       | 65' |
| 9          | DEL        | Alberto Acosta          | 85' |
| Entrenador | Entrenador | Rubén Darío Insúa       |     |

| 12         | POR        | Edigson Velásquez |     |
| 24         | DEF        | Elkin Calle       |     |
| 4          | DEF        | Samuel Vanegas    |     |
| 2          | DEF        | Sergio Guzmán     |     |
| 5          | DEF        | Carlos Díaz       |     |
| 16         | MED        | Luis Felipe Chará |     |
| 18         | MED        | Robeiro Moreno    | 61' |
| 15         | MED        | Diego Toro        |     |
| 9          | MED        | Freddy Grisales   |     |
| 19         | DEL        | Óscar Restrepo    |     |
| 20         | DEL        | Martín Echeverría | 80' |
| Entrenador | Entrenador | Alexis García     |     |

| 17 | DEL | Carlos Cordone | 65' |
| 20 | DEL | Damián Luna    | 65' |
| 18 | MED | Alexis Cabrera | 85' |

| 10 | DEL | Jair Rambal       | 61' |
| 13 | DEL | Robinson Rentería | 80' |

|  |  |  |

| Amonestado | 25' | Samuel Vanegas |
| Amonestado | 75' | Óscar Restrepo |

| Árbitro             | Epifanio González |
| Árbitros asistentes | Miguel Giacomuzzi |
| Árbitros asistentes | Néstor González   |
| Cuarto árbitro      | Carlos Torres     |

|                                 |
| Bandera de Argentina            |
| Campeón San Lorenzo 1.er título |

## Estadísticas

### Goleadores
| Jugador           | Club              | Goles |
| ----------------- | ----------------- | ----- |
| Rodrigo Astudillo | San Lorenzo       | 4     |
| Gonzalo Galindo   | Bolívar           | 4     |
| Pierre Webó       | Nacional          | 4     |
| Alberto Acosta    | San Lorenzo       | 3     |
| Joaquín Botero    | Bolívar           | 3     |
| Carlos Cordone    | San Lorenzo       | 3     |
| Martín Echeverría | Atlético Nacional | 3     |
| Richard Morales   | Nacional          | 3     |